# Адоніс Рівас
Адоніс Антоніо Рівас Ордоньєс (ісп. Adonis Antonio Rivas Ordóñez; 7 грудня 1972) — нікарагуанський професійний боксер, чемпіон світу за версією WBO (1999—2001) в другій найлегшій вазі і (2002) у найлегшій вазі.

## Професіональна кар'єра
1995 року дебютував на професійному рингу.
20 листопада 1999 року вийшов на бій проти Діего Моралеса (Мексика), здобув перемогу одностайним рішенням і завоював титул чемпіона світу за версією WBO в другій найлегшій вазі. Провів два успішних захиста.
16 червня 2001 року в бою проти Педро Алькасара (Нікарагуа) зазнав поразки розділеним рішенням і втратив титул чемпіона.
Провів два переможних боя, завоювавши титули WBO Latino у найлегшій вазі, а потім «тимчасового» чемпіона WBO у найлегшій вазі. 2002 року був підвищений до повноцінного чемпіона.
13 липня 2002 року зустрівся в бою з непереможним Омаром Нарваесом (Аргентина) і зазнав поразки одностайним рішенням.
16 грудня 2005 року вийшов на бій проти «тимчасового» чемпіона WBC у найлегшій вазі Хорхе Арсе (Мексика) і зазнав поразки технічним нокаутом в десятому раунді. 28 січня 2006 року знов вийшов проти Хорхе Арсе, який був підвищений до повноцінного чемпіона WBC, і знов зазнав дострокової поразки.